# NGC 541
NGC 541 is een elliptisch sterrenstelsel (type E-S0) in het sterrenbeeld Walvis. Het hemelobject werd op 30 oktober 1864 ontdekt door de Duits-Deense astronoom Heinrich Louis d’Arrest.

## Synoniemen
- GC 5178
- Arp 133
- MCG +00-04-137
- PGC 5305
- UGC 1004
- ZWG 385.128
- DRCG 7-34